# Spyridon Vikatos

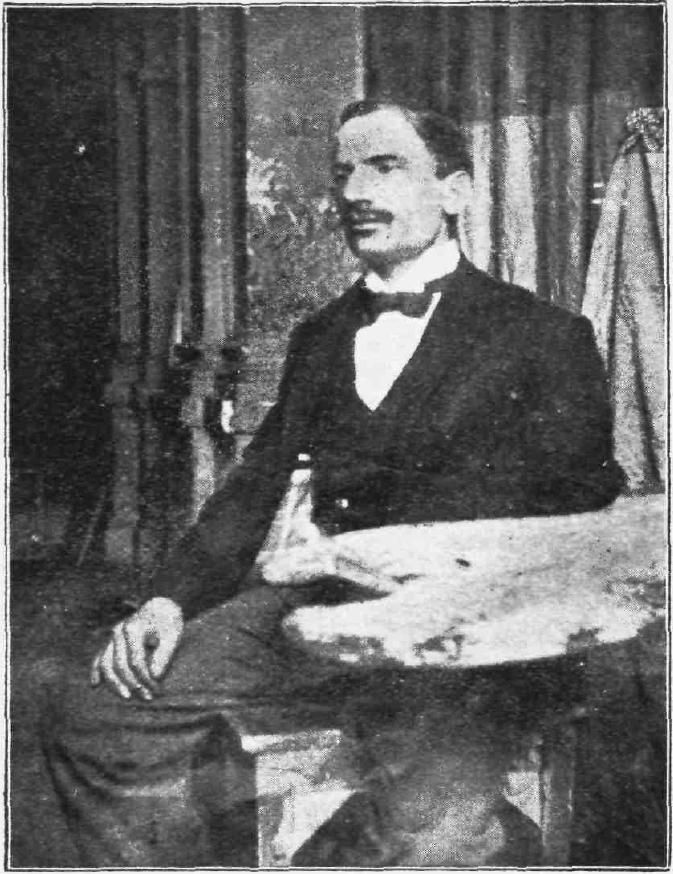
Spyridon Vikatos (1902)

Spyridon Vikatos, selten: Bikatos (griechisch Σπυρίδων Βικάτος; * 24. September 1878 Argostoli auf Kefalonia; † 6. Juni 1960 in Athen) war ein griechischer Maler und einer der letzten griechischen Vertreter der Münchener Schule.

## Leben
Mit Hilfe finanzieller Unterstützung durch Germanos, den Metropoliten von Kefalonia (und später von Athen), studierte Vikatos als Schüler von Nikiforos Lytras und Spyridon Prosalentis an der Hochschule der Bildenden Künste Athen. Er setzte sein Studium an der Akademie der Bildenden Künste München bei Nikolaus Gysis und Ludwig von Löfftz fort. Von 1909 bis 1940 lehrte er an der Kunsthochschule von Athen. Schüler von ihm waren Telemachos Kanthos, Spyros Daglaridis sowie Giorgos Drizos.
Seine Werke sind hauptsächlich Porträts und Genremalerei mit einem deutlichen Einfluss der Münchner Schule, aber auch der flämischen Schule des 17. Jahrhunderts. 
Vikatos war befreundet mit Alexander Koester, einem Kollegen aus Münchener Zeit. Er porträtierte ihn und riet ihm, sich mit seinen Ohrenleiden an einen Arzt zu wenden. 30 Gemälde schenkte er der Nationalgalerie in Athen, sein Vermächtnis befindet sich in der Athener Kunsthochschule, für die er das Vikatos-Stipendium für Auslandsstudien besonders begabter Studenten stiftete.

## Porträt
- Silberhohlgussmedaille, einseitig, 20,4 g; 50,4 mm. Medailleur: Josef Bernhart (1883–1967). Vorderseite: Ohne Schrift: Kopfbildnis nach links, signiert: BERNHART, Rückseite mit Tusche in sechs Zeilen beschriftet: SPIROS / VIKATOS / MALER & / AKADEMIE- / PROFESSOR / IN ATHEN